# Ekstraklasa kobiet w tenisie stołowym
Ekstraklasa Kobiet w tenisie stołowym – najwyższy poziom rozgrywek tenisa stołowego kobiet. Zwycięzca otrzymuje tytuł Drużynowego Mistrza Polski.
1 kwietnia 2020 roku Zarząd Polskiego Związku Tenisa Stołowego podjął uchwałę o wcześniejszym zakończeniu rozgrywek ligowych szczebla centralnego w sezonie 2019/2020 z powodu pandemii COVID-19. Wobec tego klasyfikacja końcowa została ustalona na podstawie tabel w dniu zawieszenia rozgrywek. Z uwagi na różną ilość rozegranych meczów przez poszczególne drużyny parametrem decydującym o kolejności był stosunek zdobytych punktów do ilości rozegranych meczów. Ponieważ do momentu przerwania rozgrywek drużyna SKTS Sochaczew zajmowała drugie miejsce rozgrywając o jeden mecz więcej niż będąca na trzecim miejscu drużyna KU AZS UE Wrocław, srebrne medale został przyznane drużynie z województwa dolnośląskiego. Jednak 8 maja 2020 roku zarząd Polskiego Związku Tenisa Stołowego postanowił przyznać dwa srebrne medale: KU AZS UE Wrocław i SKTS Sochaczew, zaś brązowe medale przypadły drużynie, która zakończyła rozgrywki na czwartym miejscu – Bebetto AZS UJD Częstochowa.

## Medalistki[3]
| Sezon     | Mistrzynie                           | Wicemistrzynie                          | Brązowe medalistki                                            |
| --------- | ------------------------------------ | --------------------------------------- | ------------------------------------------------------------- |
| 1948/1949 | Pocztowiec Warszawa                  | Przyszłość Włochy                       | YMCA Poznań                                                   |
| 1949/1950 | Górnik Świętochłowice                | Związkowiec Warszawa                    | Kolejarz Gdańsk                                               |
| 1950/1951 | Unia Otmuchów                        | Górnik Świętochłowice                   | Stal Poznań                                                   |
| 1951/1952 | Stal Poznań                          | Unia Otmuchów                           | Budowlani Warszawa                                            |
| 1952/1953 | Włókniarz Łódź                       | Spójnia Otmuchów                        | Górnik Świętochłowice                                         |
| 1953/1954 | Włókniarz Łódź                       | Spójnia Otmuchów                        | Stal Gdańsk                                                   |
| 1954/1955 | Stal Poznań                          | AZS Kraków                              | Sparta Otmuchów                                               |
| 1955/1956 | Włókniarz Łódź                       | Gedania Gdańsk                          | Pogoń Szczecin                                                |
| 1956/1957 | Włókniarz Łódź                       | AZS Kraków                              | Gedania Gdańsk                                                |
| 1957/1958 | Włókniarz Zgrzebne Łódź              | AZS Kraków                              | Gedania Gdańsk                                                |
| 1958/1959 | AZS Kraków                           | Włókniarz Zgrzebne Łódź                 | Pogoń Szczecin                                                |
| 1959/1960 | AZS Kraków                           | Włókniarz Zgrzebne Łódź                 | Stal Mielec                                                   |
| 1960/1961 | AZS Kraków                           | Włókniarz Zgrzebne Łódź                 | Stal Mielec                                                   |
| 1961/1962 | AZS Kraków                           | Włókniarz Łódź                          | AZS Łódź                                                      |
| 1962/1963 | Kraków                               | Łódź                                    | Szczecin                                                      |
| 1963/1964 | Łódź                                 | Gdańsk                                  | Kraków                                                        |
| 1964/1965 | Łódź I                               | Gdańsk                                  | Łódź II                                                       |
| 1965/1966 | Tramwajarz Łódź                      | Piast Ostrzeszów                        | HKS Siemianowice Śląskie                                      |
| 1966/1967 | AZS Łódź                             | Ślęza Wrocław                           | San Poznań                                                    |
| 1967/1968 | AZS Łódź                             | Spójnia Warszawa                        | Ślęza Wrocław                                                 |
| 1968/1969 | Spójnia Warszawa                     | Włókniarz Łódź                          | Polonia Warszawa                                              |
| 1969/1970 | AZS Łódź                             | Włókniarz Łódź                          | ROW Rybnik                                                    |
| 1970/1971 | AZS Łódź                             | Włókniarz Łódź                          | ROW Rybnik                                                    |
| 1971/1972 | Spójnia Warszawa                     | AZS Łódź                                | ROW Rybnik                                                    |
| 1972/1973 | Zagłębie Lubin                       | Siarka Tarnobrzeg                       | AZS Gliwice                                                   |
| 1973/1974 | AZS Gliwice                          | Siarka Tarnobrzeg                       | Zagłębie Lubin                                                |
| 1974/1975 | Spójnia Warszawa                     | MRKS Gdańsk                             | Zagłębie Lubin                                                |
| 1975/1976 | ROW Rybnik                           | Zagłębie Lubin                          | Spójnia Warszawa                                              |
| 1976/1977 | Spójnia Warszawa                     | PKS Odra Wrocław                        | Zagłębie Lubin                                                |
| 1977/1978 | Motor Lublin                         | Spójnia Warszawa                        | Wanda Nowa Huta                                               |
| 1978/1979 | Motor Lublin                         | Spójnia Warszawa                        | Wanda Nowa Huta                                               |
| 1979/1980 | Spójnia Warszawa                     | Motor Lublin                            | Siarka Tarnobrzeg                                             |
| 1980/1981 | Motor Lublin                         | Spójnia Warszawa                        | Siarka Tarnobrzeg                                             |
| 1981/1982 | Spójnia Warszawa                     | Motor Lublin                            | Siarka Tarnobrzeg                                             |
| 1982/1983 | Włókniarz Łódź                       | GKS Jastrzębie-Zdrój                    | Motor Lublin                                                  |
| 1983/1984 | GKS Jastrzębie-Zdrój                 | MKS Chełmno                             | Włókniarz Łódź                                                |
| 1984/1985 | GKS Jastrzębie-Zdrój                 | Włókniarz Łódź                          | Siarka Tarnobrzeg                                             |
| 1985/1986 | GKS Jastrzębie-Zdrój                 | Włókniarz Łódź                          | Motor Lublin                                                  |
| 1986/1987 | GKS Jastrzębie-Zdrój                 | Włókniarz Łódź                          | Motor Lublin                                                  |
| 1987/1988 | Włókniarz Łódź                       | GKS Jastrzębie-Zdrój                    | AZS Politechnika Wrocławska                                   |
| 1988/1989 | Włókniarz Łódź                       | Motor Lublin                            | AZS Politechnika Wrocławska                                   |
| 1989/1990 | Włókniarz Łódź                       | Siarka Tarnobrzeg                       | Motor Lublin                                                  |
| 1990/1991 | Siarka Tarnobrzeg                    | Zofiówka Jastrzębie                     | Motor Lublin                                                  |
| 1991/1992 | Siarka Tarnobrzeg                    | Stal Zawadzkie                          | Start Włocławek                                               |
| 1992/1993 | Siarka Tarnobrzeg                    | Start Włocławek                         | Stal Zawadzkie                                                |
| 1993/1994 | Siarka Tarnobrzeg                    | Start Włocławek                         | Wanda Nowa Huta                                               |
| 1994/1995 | Siarka Tarnobrzeg                    | Wanda Nowa Huta                         | Ogrodnik Bielsko-Biała                                        |
| 1995/1996 | Siarka Tarnobrzeg                    | Wanda Nowa Huta                         | AZS-LZS Bielsko-Biała                                         |
| 1996/1997 | Siarka Tarnobrzeg                    | AZS WSP Częstochowa                     | Wanda Nowa Huta                                               |
| 1997/1998 | Telwolt Tarnobrzeg                   | Wanda Nowa Huta                         | Cyfral Zagrodniki SP-12 Łódź                                  |
| 1998/1999 | Telwolt Tarnobrzeg                   | Cyfral Zagrodniki SP-12 Łódź            | Noteć Rolkop Inowrocław                                       |
| 1999/2000 | Telwolt Tarnobrzeg                   | MKS Iskra Konin                         | AZS Politechnika Wrocławska                                   |
| 2000/2001 | ASTS Siarka Tarnobrzeg               | AZS Politechnika Wrocławska             | AZS WSZ Konin                                                 |
| 2001/2002 | ASTS Siarka Tarnobrzeg               | AZS Politechnika Wrocławska             | LUKS Cekol Stawiguda                                          |
| 2002/2003 | KTS Sandomierz                       | LUKS Stawiguda                          | AZS WSP Print Cycero Częstochowa                              |
| 2003/2004 | KTS Elpe Eltex Tarnobrzeg            | AJD Print Cycero Rolnik AZS Częstochowa | KU AZS UE Wrocław                                             |
| 2004/2005 | KTS Elpe Eltex Tarnobrzeg            | AZS AJD Częstochowa                     | KU AZS UE Wrocław                                             |
| 2005/2006 | GLKS Mago Wanzl Scania Nadarzyn      | KTS Elpe Eltex Tarnobrzeg               | KU AZS UE Wrocław                                             |
| 2006/2007 | KTS Eltex-Wisan Tarnobrzeg           | KU AZS AE Wrocław                       | KS Bronowianka Kraków                                         |
| 2007/2008 | KTS Wisan Forbet Tarnobrzeg          | GLKS Mago Scania Nadarzyn               | Ceramika Budowlana Odonów MLEK-POL Rafaello Kazimierza Wielka |
| 2008/2009 | KTS Tarnobrzeg                       | MUKS Start Nadarzyn                     | KU AZS AJD Częstochowa                                        |
| 2008/2009 | KTS Tarnobrzeg                       | MUKS Start Nadarzyn                     | SKTS Best-Chem Sochaczew                                      |
| 2009/2010 | KTS Forbet OWG Tarnobrzeg            | GLKS Wanzl Nadarzyn                     | KS Bronowianka Kraków                                         |
| 2009/2010 | KTS Forbet OWG Tarnobrzeg            | GLKS Wanzl Nadarzyn                     | KU AZS UE Wrocław                                             |
| 2010/2011 | KTS Forbet Tarnobrzeg                | LUKS Warmia Lidzbark Warmiński          | MKSTS Polkowice                                               |
| 2010/2011 | KTS Forbet Tarnobrzeg                | LUKS Warmia Lidzbark Warmiński          | SKTS Sochaczew                                                |
| 2011/2012 | KTS Zamek-OWG Tarnobrzeg             | SKTS Sochaczew                          | KU AZS AJD Częstochowa                                        |
| 2011/2012 | KTS Zamek-OWG Tarnobrzeg             | SKTS Sochaczew                          | MKSTS Polkowice                                               |
| 2012/2013 | KTS Zamek Tarnobrzeg                 | GLKS Wanzl Scania Nadarzyn              | SKTS Sochaczew                                                |
| 2012/2013 | KTS Zamek Tarnobrzeg                 | GLKS Wanzl Scania Nadarzyn              | Polmlek Zamer Lidzbark Warmiński                              |
| 2013/2014 | KTS Zamek-SPAR Tarnobrzeg            | GLKS Wanzl Scania Nadarzyn              | KS Bronowianka Kraków                                         |
| 2013/2014 | KTS Zamek-SPAR Tarnobrzeg            | GLKS Wanzl Scania Nadarzyn              | MKSTS DWSPiT Polkowice                                        |
| 2014/2015 | KTS SPAR Zamek Tarnobrzeg            | SKTS Sochaczew                          | GLKS Wanzl Scania Nadarzyn                                    |
| 2014/2015 | KTS SPAR Zamek Tarnobrzeg            | SKTS Sochaczew                          | KU AZS UE Wrocław                                             |
| 2015/2016 | KTS SPAR Zamek Tarnobrzeg            | SKTS Sochaczew                          | Polmlek Zamer Lidzbark Warmiński                              |
| 2015/2016 | KTS SPAR Zamek Tarnobrzeg            | SKTS Sochaczew                          | GLKS Wanzl Scania Nadarzyn                                    |
| 2016/2017 | KTS Siarka-ZOT Tarnobrzeg            | Bebetto AZS AJD Częstochowa             | SKTS Sochaczew                                                |
| 2016/2017 | KTS Siarka-ZOT Tarnobrzeg            | Bebetto AZS AJD Częstochowa             | KU AZS UE Wrocław                                             |
| 2017/2018 | KTS Siarka Enea Tarnobrzeg           | AZS UE Wrocław                          | Bebetto AZS AJD Częstochowa                                   |
| 2017/2018 | KTS Siarka Enea Tarnobrzeg           | AZS UE Wrocław                          | Polmlek Lidzbark Warmiński                                    |
| 2018/2019 | KTS Enea Siarka Tarnobrzeg           | Polmlek Lidzbark Warmiński              | GLKS Scania Nadarzyn                                          |
| 2018/2019 | KTS Enea Siarka Tarnobrzeg           | Polmlek Lidzbark Warmiński              | KU AZS UE Wrocław                                             |
| 2019/2020 | KTS Enea Siarka Tarnobrzeg           | KU AZS UE Wrocław                       | Bebetto AZS UJD Częstochowa                                   |
| 2019/2020 | KTS Enea Siarka Tarnobrzeg           | SKTS Sochaczew                          | Bebetto AZS UJD Częstochowa                                   |
| 2020/2021 | KTS Enea Siarka Tarnobrzeg           | KU AZS UE Wrocław                       | SKTS Sochaczew                                                |
| 2020/2021 | KTS Enea Siarka Tarnobrzeg           | KU AZS UE Wrocław                       | Bebetto AZS UJD Częstochowa                                   |
| 2021/2022 | KU AZS UE Wrocław                    | KTS Enea Siarkopol Tarnobrzeg           | SKTS Sochaczew                                                |
| 2021/2022 | KU AZS UE Wrocław                    | KTS Enea Siarkopol Tarnobrzeg           | Bebetto AZS UJD Częstochowa                                   |
| 2022/2023 | KTS Enea Siarkopol Tarnobrzeg        | Bebetto AZS UJD Częstochowa             | SKTS Sochaczew                                                |
| 2022/2023 | KTS Enea Siarkopol Tarnobrzeg        | Bebetto AZS UJD Częstochowa             | KU AZS UE Wrocław                                             |
| 2023/2024 | KTS Enea Siarkopol Tarnobrzeg        | KS AZS UE Wrocław                       | SKTS Sochaczew                                                |
| 2023/2024 | KTS Enea Siarkopol Tarnobrzeg        | KS AZS UE Wrocław                       | Bebetto AZS UJD Częstochowa                                   |
| 2024/2025 | PGE Fibrain AZS Politechnika Rzeszów | KTS Enea Siarkopol Tarnobrzeg           | UE AZS Wrocław                                                |
| 2024/2025 | PGE Fibrain AZS Politechnika Rzeszów | KTS Enea Siarkopol Tarnobrzeg           | MUKS Start Nadarzyn                                           |